# Sido Mukti (Dendang)
Sido Mukti is een bestuurslaag in het regentschap Tanjung Jabung Timur van de provincie Jambi, Indonesië. Sido Mukti telt 2934 inwoners (volkstelling 2010).